# Oficina de Garantías Lingüísticas
La Oficina de Garantías Lingüísticas (OGL) es el órgano de la Secretaría de Política Lingüística de la Generalidad de Cataluña que vela por el cumplimiento de la legislación lingüística catalana.

## Funciones
- Recoger las consultas, quejas y denuncias relacionadas con el uso del catalán y el aranés (en el Valle de Arán).
- Tramitar quejas y denuncias para que las autoridades competentes inspeccionen y, si es necesario, sancionen las empresas o entidades que vulneren la ley.
- Asesorar las empresas y entidades denunciadas para facilitarles el uso del catalán.
- Proponer actuaciones para fomentar el uso del catalán en los sectores que más denuncias y peticiones generen.

## Procedimiento
Los ciudadanos pueden formular sus quejas o denuncias por Internet (a través del correo electrónico o rellenando un formulario en la web de la OGL), fax, teléfono o correo ordinario. También pueden presenciarse en las delegaciones de la OGL (en Barcelona, Gerona, Lérida, Tarragona y Tortosa) o en los centros del Consorcio para la Normalización Lingüística y la Agencia Catalana del Consumo.
Todos los demandantes tienen que identificarse para poder formular la petición; posteriormente, ésta se canaliza a un organismo competente (por ex. la Agencia Catalana del Consumo), puesto que la propia OGL no tiene capacidad inspectora ni sancionadora.

## Actuaciones
Según el balance del año 2006, la OGL recibió 1.648 peticiones, tramitó 502 denuncias, y envió 500 cartas de asesoramiento a establecimientos y empresas (ofreciéndoles, por ejemplo, cursos de catalán pera adultos).

## Controversia
Algunos grupos que defienden el bilingüismo catalán-castellano en Cataluña, como la Asociación por la Tolerancia o Ciudadanos - Partido de la Ciudadanía, consideran que las actividades de la OGL conculcan los derechos de los castellanohablantes al fomentar la "delación" contra los ciudadanos que hacen uso de su lengua; uno de los ejemplos más recurrentes es el de los comerciantes que rotulan sus establecimientos únicamente en castellano, incumpliendo de esta manera la Ley 1/1998, de 7 de enero, de política lingüística, que obliga a rotular al menos en catalán.